# Zakhar Olsufiev
Zakhar Dmitrievich Olsufiev (24 de marzo de 1773 - 20 de marzo de 1835) fue un general de infantería ruso, durante el reinado de los zares Pablo I y Alejandro I.
En 1805 comandó una brigada en la Austerlitz y en 1807 fue herido en Eylau y en Heilsberg. En 1812 estuvo al mando de la 17.ª División en Borodino y en Vyazma durante la Invasión napoleónica de Rusia. Después de ser ascendido a jefe del 9º Cuerpo de Infantería, luchó en Katzbach y en Leipzig en 1813 y en la Batalla de Brienne y en la de La Rothière en 1814. El 10 de febrero de 1814, comandó un cuerpo de infantería ruso de 5.000 hombres durante la Batalla de Champaubert en un intento de detener un ejército de 30.000 hombres bajo el mando de Napoleón . Su pequeño cuerpo fue efectivamente destruido y se convirtió en prisionero de guerra francés. Olsufiev permaneció en París hasta la ocupación aliada de la ciudad. Estuvo al mando del 4.º Cuerpo a finales de 1814 y de la 17.ª División entre 1815 y 1820. Fue nombrado miembro del Senado el 22 de febrero de 1820. Se retiró por problemas de salud el 2 de junio de 1831 y murió en San Petersburgo el 20 de marzo de 1835.